# Javorje pri Gabrovki
Javorje pri Gabrovki je naselje v Občini Litija.